# Воля-Овсяна
Воля-Овсяна (пол. Wola Owsiana) — село в Польщі, у гміні Опорув Кутновського повіту Лодзинського воєводства.
Населення — 67 осіб (2011).
У 1975-1998 роках село належало до Плоцького воєводства.

## Демографія
Демографічна структура станом на 31 березня 2011 року:
|          | Загалом | Допрацездатний вік | Працездатний вік | Постпрацездатний вік |
| -------- | ------- | ------------------ | ---------------- | -------------------- |
| Чоловіки | 32      | 4                  | 25               | 3                    |
| Жінки    | 35      | 5                  | 21               | 9                    |
| Разом    | 67      | 9                  | 46               | 12                   |